# Камера сгорания

Анимированная схема работы 4-тактного двигателя внутреннего сгорания

Камера сгорания — объём, образованный совокупностью деталей двигателя или печи (в последнем случае камера сгорания называется топкой) в котором происходит сжигание горючей смеси или твёрдого топлива. Конструкция камеры сгорания определяется условиями работы и назначением механизма или печи в целом; как правило используются жаропрочные материалы.
Камера сгорания — устройство, предназначенное для организации процесса горения ТВС.

## Камеры сгоранияТРД

### Типичная схема

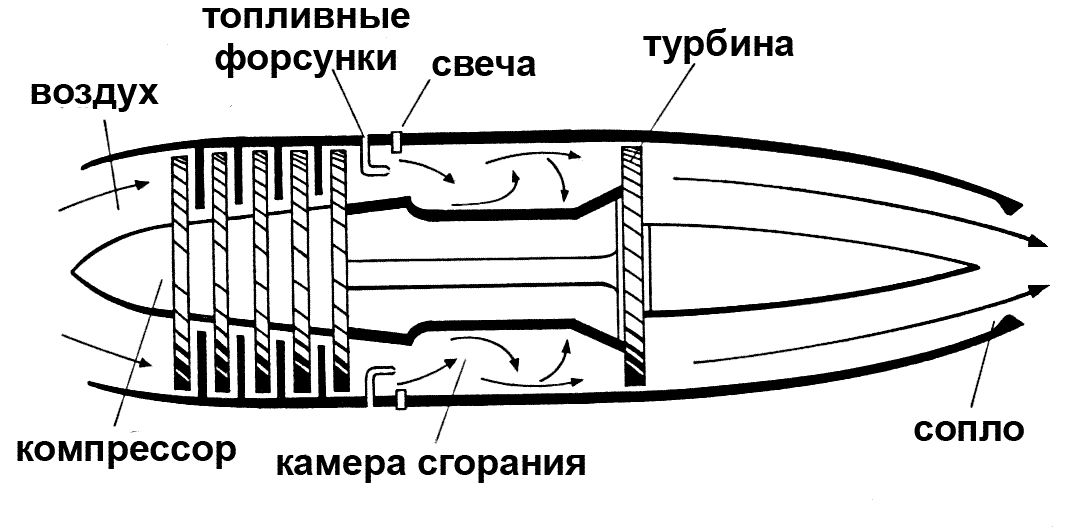
Типичная схема турбореактивного двигателя.

Горячий газ занимает гораздо больший объем, чем горючая смесь, поступающая на вход в двигатель. Тем самым создаётся дополнительное давление, которое может двигать поршень или вращать турбину. Энергия также идёт на создание дополнительной тяги при выходе газа из сопла.

### Форсажная камера
Для увеличения тяги в турбореактивном двигателе за турбиной можно поместить вторую, т. н. форсажную камеру сгорания, в которой газ может нагреваться до такой же температуры, как и в прямоточном воздушно-реактивном двигателе.
Форсажная камера представляет собой цилиндрическую трубу с соплом регулируемого сечения на выходе.

## Требования к камере сгорания ГТД
Камера сгорания — один из самых сложных элементов конструкции двигателя. В настоящее время она должна удовлетворять следующим десяти требованиям:
1. Высокое значение коэффициента полноты сгорания η, равного отношению энергии, выделяющейся при сжигании 1 кг топлива к теплотворной способности топлива. Типичные значения η — 0,98..0,99.
2. Малые потери полного давления {\displaystyle \delta ={\frac {p_{1}^{*}-p_{2}^{*}}{p_{1}^{*}}}\cdot 100\%}, так как это ведет к уменьшению тяги. Типичные значения δ: 3% (противоточные камеры), 6 % (прямоточные), 8 % (двухконтурные двигатели).
3. Малые габариты камеры для облегчения веса. При этом длина камеры обычно в 2—3 раза больше высоты.
4. Обеспечение широкого диапазона изменения параметров (расхода воздуха, топлива) — обеспечение возможности работать на разных режимах: {\displaystyle 2\leq \alpha ={\frac {G_{air}}{L_{0}G_{fuel}}}\leq 50}, где L0 — стехиометрический коэффициент (количество воздуха, необходимого для сжигания 1 кг топлива, принимается ≈0,1488).
5. Обеспечение заданной эпюры распределения температуры в выходном сечении камеры при минимальной неравномерности этой температуры в окружном направлении (при большой степени неравномерности может сгореть сопловой аппарат).
6. Надёжный запуск камеры при температурах до −60 °С, в том числе полётный запуск на высоте 7 км.
7. Малая дымность отработанных газов (для визуальной незаметности).
8. Концентрация токсических веществ в выхлопных газах на срезе сопла не должна превышать нормы ИКАО — более важное требование. Наиболее существенные концентрации у веществ CO, CnHm, NOx.
9. Отсутствие вибрационного горения (автоколебаний).
10. Определённый срок службы (минимально 4000 часов до ремонта, 20 000 часов всего — это порядка 2 лет).

## Камеры сгорания ДВС

Камеры сгорания в поршне дизельного двигателя (варианты)

В течение короткого цикла двигателя должно происходить не только сгорание, но и предварительное приготовление горючей смеси (за исключением устаревших карбюраторных моторов). Поэтому форма камеры сгорания, размещение форсунки и клапанов/окон должно обеспечивать как приготовление смеси, так и её сгорание с минимальными теплопотерями в стенки. Кроме того, важно соблюдение экологических норм.
В искровых моторах камера сгорания может быть шатрового, полусферического, линзовидного, клинового, и более редких типов. Движение фронта пламени должно обеспечивать примерно одинаковую скорость сгорания, чтобы работа двигателя не была «жёсткой». Из соображений детонационной стойкости путь пламени должен быть кратчайшим, а последняя порция смеси не должна располагаться в зоне выпускных клапанов. В системах с расслоением заряда повышение детонационной стойкости достигают обеднением последней сгорающей порции смеси. Камера должна быть компактной, чтобы уменьшить теплоотдачу в стенки. Подача топлива — через карбюратор, в коллектор, прямой впрыск в цилиндр.
В моторах с воспламенением от сжатия форма камер более разнообразна, определяется выбранным методом смесеобразования (испарения топлива). Это может быть вихрекамера или предкамера в головке блока, либо камера в поршне. Смесеобразование — плёночное, объёмно-плёночное, объёмное. Метод впрыска — только прямой. В последнее время эффективная система Common rail значительно улучшило показатели двигателей с объёмным смесеобразованием, так что разнообразие камер сократилось.